# 秦琴

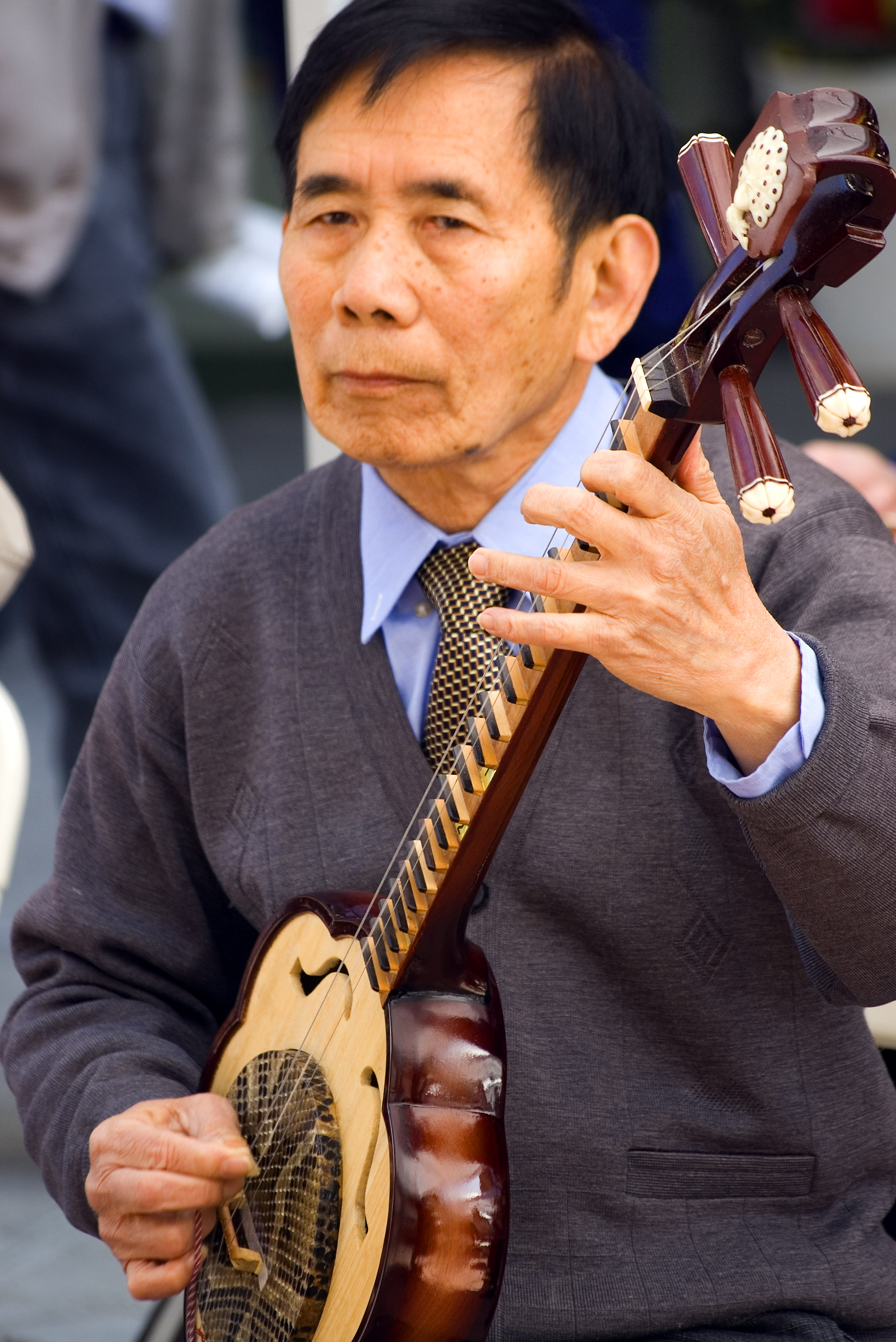
洛杉矶街头的广东音乐乐队中的秦琴演奏者

秦琴，中国传统撥弦類民樂器，音乐明亮柔和，通常三根弦，質地是蠶絲或尼龍。 廣東音樂、潮州音樂、客家漢樂常用。
音箱（共鳴箱）、品項（琴格）、琴頸、旋軸都是木製，音箱常做成梅花形，所以又名梅花琴或梅花秦琴。
台灣北管、歌仔戲、布袋戲亦有使用。在越南，它被称为“đàn sến”。